# Tab
Tab là một thành phố thuộc hạt Somogy, Hungary. Thành phố này có diện tích 25,86 km², dân số năm 2010 là 4396 người, mật độ 170 người/km².